# Stylidium lobuliflorum
Stylidium lobuliflorum är en tvåhjärtbladig växtart som beskrevs av Ferdinand von Mueller. Stylidium lobuliflorum ingår i släktet Stylidium och familjen Stylidiaceae. Inga underarter finns listade i Catalogue of Life.